# Barrage de Gebidem
Le barrage de Gebidem (Gibidum en allemand) est un barrage voûte dans le canton du Valais en Suisse. Il se situe dans les gorges de la Massa, au pied du glacier d'Aletsch.
Sa superficie est de 0,21 km2, partagée par les municipalités de Naters et Riederalp.
La construction du barrage de Gebidem a commencé en 1964 et il a été mis en service en 1967. 
Le barrage voûte mesure 122 mètres de hauteur et 327 mètres de longueur.